# 支前
支前即支援前线、或称支前运动，是中国共产党领导的各级政权在第二次国共内战期间，动员、组织解放区民众为中国人民解放军提供后勤保障的运动。
第二次国共内战期间，仅山东解放区就有59万青年参军，700万民工随军征战。就不完全统计而言，三大战役之一的辽沈战役中，东北诸省和热河省动员支前民工183万人。淮海战役中，华东、中原、冀鲁豫、华中四个解放区动员民工543万人。加上平津战役，三大战役总共动员民工880万余人次。有认为支前运动为解放军取得第二次国共内战胜利，立下汗马功劳。陈毅曾评价：淮海战役的胜利，是人民群众用小推车推出来的。
中华人民共和国建立后，县以上各政府逐步撤销支前办公事室。目前，仅福建省因处台海对峙前线，军事上长期高压，成为全国唯一保留省、市、县三级支前机构的省份。2016年时，福建省三级支前机构在福建全省已建立了69个支前物资供应站，主要为解放军进行应急物资的常态化、规范化保障。深化国防和军队改革后，保障范围由陆军扩大至其他兵种，并出台了《福建省支前物资供应站建设情况检查验收评分细则》。